# Agropecuária nos Países Baixos
A agropecuária nos Países Baixos é uma importante atividade econômica, sendo o país o segundo maior exportador mundial de alimentos, atrás apenas dos Estados Unidos e tendo mais de metade do território destinado à produção agropecuária. Embora o país seja menor do que vários outros exportadores de alimentos, tem uma eficiência no setor agrícola que faz com que a produção supere a de países muito maiores, exportando aproximadamente  94 524 milhões de euros de produtos agrícolas e importando 64 977 milhões em 2020. A Universidade de Wageningen é uma das melhores no campo de pesquisa agrícola. Além da eficiência, a agricultura neerlandesa destaca-se pela sustentabilidade: desde 2000, houve uma redução de 90% no uso de água na produção de batatas, e desde 2009 houve uma redução de 60% no uso de antibióticos na criação de gado e frango. Outra característica da agricultura nesse país é o uso da tecnologia em sistemas de agricultura de precisão.